# 森山赳志
森山 赳志（もりやま たけし、1971年 -）は日本の小説家。福岡県生まれ。福岡大学卒。
『黙過の代償』が第33回メフィスト賞を受賞し、デビューした。デビュー作の帯につけられたコピーは「国際派ハードボイルドミステリの大型新人」。この作品は、韓国では『誰が虎の尾を踏んだのか』と題され、2005年12月に日韓同時発売となった。

## 作品一覧
- 黙過の代償
  - 2005年12月 講談社ノベルス

## 日本国外での刊行
- 누가 호랑이 꼬리를 밟았나 （直訳：誰が虎の尾を踏んだのか）
  - 2005年12月 森山赳志（모리야마 다케시）著、鄭泰原（チョン・テウォン）訳、出版：Younglim Cardinal（영림카디널）